# Psychologie und Weltanschauung
Psychologie und Weltanschauung est l’essai le plus connu de Hans Moehrlen. Il a été publié à Berne chez Hans Huber en 1944.

## Critique
Mario von Galli interprète l'œuvre comme suit:
« La principale cause de la crise actuelle au niveau mondial est à chercher dans le fait que l'homme n'applique pas ses connaissances de type logique ou physique à sa propre vie, mais retombe (régresse) sans cesse dans une attitude pré-logique. Le dépassement de la crise actuelle a besoin d'une mise à niveau des conceptions pratiques de la vie, pour les égaler à la logique. Il faut conduire une réflexion conjointe sur le matérialisme et le positivisme. L'auteur adopte une attitude moqueuse à l'égard du mysticisme et de la métaphysique. Toutefois, pourquoi l'auteur se répète-t-il ad nauseam ? Cela sent la démagogie, un phénomène qui reflète une incertitude angoissée dans ses motivations profondes. »